# Га-Тіква
га-Тіква (івр. התקווה, Надія) — пісня, національний гімн Ізраїлю з 2004 року.

## Історія

### Слова
В основі гімну Ізраїлю лежить пісня «Тікватейну» (івр. תקוותנו, Наша надія), вірші до якої написав виходець із Галичини Нафталі Герц Імбер. Перший варіант віршів написаний 1877 року (за іншими даними, 1876 або 1878) року в Яссах(Румунія). За однією з версій, ці рядки були присвячені створенню поселення Петах-Тіква («Врата надії») в Палестині. 1886 року вірш видали в Єрусалимі в збірнику «Ранкова зірка» (івр. ברקאי). Повний текст містив 10 строф.

### Мелодія
Мелодія «га-Тіква» відома в Італії з XVI століття під назвою «Ла Мантована» (La Mantovana), або «Ballo di Mantova». Автор мелодії — Джузеппіно дель Б'ядо (в орігіналі з текстом Fuggi, fuggi, fuggi dal questo cielo). Розповсюджена по всій Європі в добу Ренесансу (XVI століття). В Іспанії вона була відома як «Virgen de la Cueva», у Румунії як «Carul cu boi» і в Україні під назвою «Катерина Кучерява». Нею ж скористався Б. Сметана в циклі симфонічних поем «Моя Батьківщина» (поема «Die Moldau / Влтава»).
Шмуель Коен (1870–1940) — виходець з Бессарабії, що мешкав в Рішон-ле-Ціоні — поклав вірші Імбера на народну мелодію 1888 року.
За даними дослідника ізраїльської пісні Еліягу ГаКоена, Шмуель Коен згадував, що він заспівав текст на мелодію молдавської пісні, названої ним мовою їдиш як «Ойс-ци». Насправді, близьку до га-Тікви мелодію традиційної молдовської пісні «Carul cu boi» можна почути тут.
З іншого боку, Пітер Граденвіць (Peter Gradenwitz) у книзі «The Music of Israel» (1949) стверджує, що Коен поклав га-Тікву на мотив літургійної композиції знаменитого кишинівського кантора Нісне Белцера, що все ж не виключає молдовського походження мелодії.

### Офіційний статус
Пісня набула величезну популярність і поступово стала гімном сіоністського руху, виконувалася на з'їздах і конгресах. Один з ранніх варіантів гімну в ашкеназькій вимові можна почути у виконанні одного з піонерів американської естрадної музики Ела Джолсона, який разом з іншими єврейськими піснями виконав «га-Тіква».
Через «чуже» походження музики робилися спроби скласти другий гімн, але популярність «га-Тіква» незмінно переважала.
Після утворення держави Ізраїль «га-Тіква» фактично стала гімном Ізраїлю. Однак офіційний статус гімну був закріплений рішенням Кнесету лише 10 листопада 2004 року.

## Слова
Текст національного гімну Ізраїлю з українським перекладом і транслітерацією.
| כל עוד בלבב פנימה נפש יהודי הומיה, ולפאתי מזרח קדימה עין לציון צופיה - עוד לא אבדה תקותנו, התקווה בת שנות אלפים, להיות עם חופשי בארצנו ארץ ציון וירושלים. | Коль од балевав пеніма — Нефеш єгуді гомія Ульфа'ате мізрах кадіма Аїн ле'Ційон цофія Од льо авда тікватену Га-тіква бат шнот альпаїм: Лігйот ам хофші бе'арцену — Ерец Ційон в'Ірушалаїм. | Поки глибоко в серці Душа єврейська б'ється — І до краю Сходу вперед Око на Сіон глядить — Ще не втрачена надія наша Надія — дитя двох тисяч літ: Бути вільним народом в землі нашій Землі Сіону і Єрусалиму. |

Слова «не втрачена надія наша» є алюзією на Єз 37:11: «І сказав Він мені: Сину людський, ці кості вони весь Ізраїлів дім. Ось вони кажуть: Повисихали наші кості, і загинула наша надія, нам кінець!».